# Global Wars (2017)
Pour les articles homonymes, voir Global Wars.
Cet article concerne l'édition 2017 du pay-per-view Global Wars. Pour toutes les autres éditions, voir ROH Global Wars.
L'édition 2017 de Global Wars est un pay-per-view produit par la Ring of Honor (ROH) et par la New Japan Pro Wrestling (NJPW), qui est disponible en live sur le câble et satellite, en ligne et par FiteTV. Cette manifestation de catch s'est déroulé du 12 au 15 octobre 2017 à Buffalo, dans l'état de New York, à Pittsburgh en Pennsylvanie, à Columbus dans l'Ohio ainsi que dans la banlieue de Chicago, en Illinois aux États-Unis. Il s'agit de la 6e édition de Global Wars de l'histoire de la ROH.

## Contexte
Les spectacles de la Ring of Honor et de la New Japan Pro Wrestling en paiement à la séance sont constitués de matchs aux résultats prédéterminés par les scénaristes de la ROH et de la NJPW. Ces rencontres sont justifiées par des storylines - une rivalité avec un catcheur, la plupart du temps - ou par des qualifications survenues au cours de shows précédant l'évènement. Tous les catcheurs possèdent un gimmick, c'est-à-dire qu'ils incarnent un personnage face (gentil) ou heel (méchant), qui évolue au fil des rencontres. Un pay-per-view comme Global Wars est donc un événement tournant pour les différentes storylines en cours.

## Matchs

### Première soirée
| # | Matchs | Stipulation                                                             | Durée |
| --- | --- | ----------------------------------------------------------------------- | ----- |
| Dark (WOH) | Deonna Purrazzo bat Sumie Sakai | Match simple                                                            |       |
| 1 | The Dawgs (Rhett Titus & Will Ferrara (en)) battent Coast 2 Coast (Leon St. Giovanni & Shaheem Ali)                                                | Match par équipe                                                        |       |
| 2 | Kushida bat Adam Page | Match simple                                                            |       |
| 3 | Jay Lethal bat Frankie Kazarian | Match simple                                                            |       |
| 4 | Suzuki-gun (Killer Elite Squad (Davey Boy Smith Jr. & Lance Archer) et Minoru Suzuki) battent Mark Briscoe et War Machine (Hanson et Raymond Rowe) | Six Man Tag Team match                                                  |       |
| 5 (WOH) | Mandy Leon (en) bat Jenny Rose | Match simple                                                            |       |
| 6 | Hiromu Takahashi bat Christopher Daniels | Match simple                                                            |       |
| 7 | Bullet Club (Cody & Marty Scurll) battent Chaos (Toru Yano & Yoshi-Hashi)                                                                          | Match par équipe                                                        |       |
| 8 | Punishment Martinez bat Will Ospreay | Match simple                                                            |       |
| 9 | The Elite (Kenny Omega et The Young Bucks (Nick Jackson & Matt Jackson) (c) battent The Kingdom (Matt Taven, TK O'Ryan (en) et Vinny Marseglia)    | Six Man Tag Team match pour les ROH World Six-Man Tag Team Championship |       |
| (c) désigne le(s) champion(s) défendant son titre dans le match. (WOH) désigne que le combat est diffusé sur l'émission Women of Honor | |                                                                         |       |

### Deuxième soirée
| # | Matchs | Stipulation                                                             | Durée |
| --- | --- | ----------------------------------------------------------------------- | ----- |
| Dark | Coast 2 Coast (Leon St. Giovanni & Shaheem Ali) battent One Mean Team (Brian Johnson & Justin Pusser) (avec Miss Jasmine)                                         | Match par équipe                                                        |       |
| 1 | Hiromu Takahashi bat Mark Briscoe | Match simple                                                            |       |
| 2 | Best Friends (Beretta & Chuckie T.) battent The Dawgs (Rhett Titus & Will Ferrara (en))                                                                           | Match par équipe                                                        |       |
| 3 | Jay Lethal bat Jay White | Match simple                                                            |       |
| 4 | Motor City Machine Guns (Alex Shelley & Chris Sabin) (c) battent The Kingdom (TK O'Ryan (en) et Vinny Marseglia) et The Young Bucks (Nick Jackson & Matt Jackson) | Three way Tag team match pour les ROH World Tag Team Championship       |       |
| 5 (WOH) | Deonna Purrazzo, Jenny Rose et Mandy Leon (en) battent Britt Baker, Faye Jackson (en) et Sumie Sakai                                                              | Six Man Tag Team match                                                  |       |
| 6 | Kenny King bat Adam Page, Josh Woods, Kushida, Matt Taven et Punishment Martinez                                                                                  | Six Way match                                                           |       |
| 7 | War Machine (Hanson et Raymond Rowe) battent Killer Elite Squad (Davey Boy Smith Jr. et Lance Archer)                                                             | Match par équipe                                                        |       |
| 8 | Minoru Suzuki bat Silas Young (avec Beer City Bruiser) | Match simple                                                            |       |
| 9 | Bullet Club (Kenny Omega, Cody et Marty Scurll) (c) battent Chaos (Will Ospreay, Toru Yano et Yoshi-Hashi)                                                        | Six Man Tag Team match pour les ROH World Six-Man Tag Team Championship |       |
| (c) désigne le(s) champion(s) défendant son titre dans le match. (WOH) désigne que le combat est diffusé sur l'émission Women of Honor | |                                                                         |       |

### Troisième soirée
| # | Matchs | Stipulation                                                             | Durée |
| --- | --- | ----------------------------------------------------------------------- | ----- |
| 1 | The Addiction (Christopher Daniels & Frankie Kazarian) battent Search and Destroy (Jonathan Gresham & Jay White)                             | Match par équipe                                                        |       |
| 2 | Jay Lethal bat Hiromu Takahashi | Match simple                                                            |       |
| 3 | Motor City Machine Guns (Alex Shelley & Chris Sabin) (c) battent Silas Young et Beer City Bruiser                                            | Tag team match pour les ROH World Tag Team Championship                 |       |
| 4 | Chaos (Will Ospreay, Toru Yano et Yoshi-Hashi) battent Suzuki-gun (Killer Elite Squad (Davey Boy Smith Jr. & Lance Archer) et Minoru Suzuki) | Six Man Tag Team match                                                  |       |
| 5 (WOH) | Sumie Sakai bat Holidead | Match simple                                                            |       |
| 6 | Shane Taylor bat Josh Woods | Match simple                                                            |       |
| 7 | Kenny King et Colt Cabana battent Bullet Club (Adam Page et Marty Scurll)                                                                    | Match par équipe                                                        |       |
| 8 | Cody (c) bat Kushida | Match simple pour le ROH World Championship                             |       |
| 9 | The Elite (Kenny Omega et The Young Bucks (Nick Jackson & Matt Jackson) (c) battent Best Friends (Beretta & Chuckie T.) et Flip Gordon       | Six Man Tag Team match pour les ROH World Six-Man Tag Team Championship |       |
| (c) désigne le(s) champion(s) défendant son titre dans le match. (WOH) désigne que le combat est diffusé sur l'émission Women of Honor | |                                                                         |       |

### Quatrième soirée
| # | Matchs | Stipulation                                                      | Durée |
| --- | --- | ---------------------------------------------------------------- | ----- |
| Dark (WOH) | Sumie Sakai bat Stacy Shadows | Match simple                                                     | 5:46  |
| 1 | Silas Young et Beer City Bruiser battent Best Friends (Beretta & Chuckie T.) | Match par équipe                                                 | 13:01 |
| 2 | Marty Scurll bat Hiromu Takahashi | Match simple                                                     | 14:21 |
| 3 | The Addiction (Christopher Daniels & Frankie Kazarian) battent Kushida & Cheeseburger (en) | Tag team match                                                   | 8:00  |
| 4 | Bullet Club (The Young Bucks (Nick Jackson & Matt Jackson), Cody et Adam Page) battent Seach and Destroy (Motor City Machine Guns (Alex Shelley & Chris Sabin), Jay White et Jonathan Gresham) | Eight Man Tag Team match                                         | 14:25 |
| 5 | The Dawgs (Rhett Titus & Will Ferrara (en)) battent Brian Johnson & Justin Pusser (avec Miss Jasmine)                                                                                          | Match par équipe                                                 | 5:02  |
| 6 | Suzuki-gun(Killer Elite Squad (Davey Boy Smith Jr. & Lance Archer) et Minoru Suzuki) battent Jay Lethal, Kenny King et Shane Taylor                                                            | Six Man Tag Team match                                           | 16:45 |
| 7 | Colt Cabana bat Toru Yano | Match simple                                                     | 7:52  |
| 8 | Will Ospreay bat Flip Gordon | Match simple                                                     | 15:21 |
| 9 | Kenny Omega (c) bat Yoshi-Hashi | Match simple pour le IWGP United States Heavyweight Championship | 25:22 |
| (c) désigne le(s) champion(s) défendant son titre dans le match. (WOH) désigne que le combat est diffusé sur l'émission Women of Honor | |                                                                  |       |